# Pseudomiccolamia
Pseudomiccolamia is een kevergeslacht uit de familie van de boktorren (Cerambycidae). De wetenschappelijke naam van het geslacht werd voor het eerst geldig gepubliceerd in 1916 door Pic.

## Soorten
Pseudomiccolamia omvat de volgende soorten:
- Pseudomiccolamia pulchra Pic, 1916
- Pseudomiccolamia siamensis (Breuning, 1938)